# Centro de Arbitraje Regional AALCO-Hong Kong
El Centro Regional de Arbitraje AALCO-Hong Kong es una institución de arbitraje internacional creada por la Organización Consultiva Jurídica Asiática Africana con el apoyo del Gobierno Popular Central de China. Fue inaugurado el 25 de mayo de 2022 con sede en el edificio del Banco Comercial de Shanghái, en el distrito central de Hong Kong. Forma parte del Centro Jurídico de Hong Kong (Hong Kong Legal Hub). Su creación reforzó el estatus de Hong Kong como núcleo de resolución de disputas internacionales y servicios legales en Asia.

## Fundación
La creación del Centro Regional de Arbitraje AALCO-Hong Kong se anunció oficialmente en noviembre de 2021 durante la 59.ª Sesión Anual de la AALCO, celebrada en Hong Kong. Reflejando la confianza del Gobierno chino y de la AALCO en Hong Kong como sede de arbitraje internacional. El centro se suma a los cinco ya existentes en Malasia, Egipto, Nigeria, Irán y Kenia con el objetivo de fomentar el comercio y la inversión en las regiones de Asia y África mediante mecanismos alternativos de resolución de disputas. Esto en línea con los objetivos del 14.º Plan Quinquenal de China y el Plan de Desarrollo de la Gran Bahía Guangdong-Hong Kong-Macao.

## Rerencias
1. 1 2  Departamento de Justicia de Hong Kong (12 de mayo de 2022). «AALCO Hong Kong Regional Arbitration Centre officially opens». DOJ (en inglés). Consultado el 25-5-28.
2. ↑  AALCO Secretariat (2 de mayo de 2025). «Verbatim Record of Discussions of the Sixty-Second Annual Session of the Asian-African Legal Consultative Organization» (en inglés). Consultado el 28 de mayo de 2025.

- Datos: Q134603560